# Jardin botanique de Saint-Vincent
Le Jardin botanique de Saint-Vincent est un jardin botanique de 20 acres (81 000 m²) situé le long de l'autoroute "sous le vent", à environ 1 mile (1,6 km) de Kingstown, la capitale de Saint-Vincent-et-les-Grenadines, au sud de l'île de Saint-Vincent. Il est le second plus ancien jardin botanique dans l'hémisphère occidental, précédé seulement par le jardin de Bartram à Philadelphie, et le plus vieux jardin tropical du monde. Dans ce jardin sont conservés des espèces de plantes rares depuis sa fondation en 1765. Le magnifique jardin botanique offre paisible retraite et est actuellement l'un des sites les plus visités à Saint-Vincent-et-les-Grenadines. Le code d'institution botanique international, ainsi que les initiales de son herbier, sont SVGRF.

## Histoire
À la suite de la Paix de Paris, le nouveau gouverneur des îles britanniques en Caraïbe du Sud, Robert Melville, et le chirurgien militaire à Saint-Vincent, George Young, décident de créer un jardin botanique en 1765, principalement en vue de fournir des plantes médicinales pour les militaires et d'améliorer la vie et l'économie de la colonie. Au début du XVIIIe siècle, l'accent est mis sur l'introduction des plantes précieuses et commerciales des Indes orientales dans les jardins botaniques royaux de Kew en Angleterre pour être envoyées ensuite sous les tropiques américains. La Royal Society favorise l'introduction, la culture et la diffusion des espèces hautement estimées.
Robert Melville, anticipant l'ethnobotanique moderne, demande que soit pris en compte « les savoirs des guérisseurs traditionnels dans le pays, des natifs avec de l'expérience, et même des vieux Indiens Caraïbes et esclaves qui ont pratiqué des soins, et que si, à tout moment, vous sentez qu'un secret peut être obtenu pour un soin à peu de frais, je suis prêt à payer pour cela ». Le War Office et la compagnie des Indes orientales envoient des graines et des plantes tropicales d'Inde, de Bornéo du Nord, de Sabah et du Sarawak dans les Indes orientales. D'autres espèces proviennent de sources françaises et des Caraïbes, tels que la cannelle de Guadeloupe et de la Grenade. Des jardins botaniques royaux de Kew proviennent les graines de Chine.
Sous la direction de George Young et de plusieurs conservateurs successifs britanniques et français, le jardin botanique obtient rapidement une solide réputation. C'est alors un grand moment pour l'échange de plantes précieuses dans les Caraïbes, de la Guyane française à la Jamaïque.

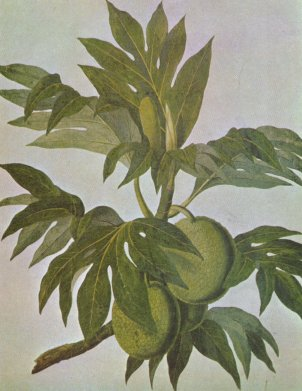
Dessin du fruit de l'arbre à pain par Sydney Parkinson

Parmi la grande variété d'arbres et d'arbustes tropicaux se trouve une troisième génération d'arbre à pain, une tige de la plante originale apportée par le capitaine William Bligh en 1793. Entre 1787 et 1788, le capitaine Bligh réalise son malheureux voyage sur le HMS Bounty vers Tahiti pour récolter des plantes d'arbres à pain et d'autres plantes utiles aux Antilles. Malgré la tristement célèbre mutinerie de son premier équipage, Bligh embarque à nouveau pour Tahiti à bord du HMS Providence en 1791 et termine sa mission à Kingstown le 23 janvier 1793, en déposant au jardin botanique les plantes des mers du sud. Le conservateur du jardin botanique en prend grand soin et le succès de tous ces efforts est évident dans le vaste domaine d'utilisation de l'arbre à pain, la plante alimentaire la plus utile dans les Antilles.
La première moitié du XIXe siècle est une période de pénurie pour le jardin botanique colonial. Avant 1850, le jardin de Saint-Vincent tombe en désuétude en raison d'un manque d'intérêt et d'entretien. Des efforts locaux sont initiés en 1884 et l'on commence alors à restaurer le jardin. En 1890, les travaux sont réactivés dans le cadre d'un plan général d'agriculture et de botanique.
Le jardin botanique retrouve bientôt sa beauté et sa splendeur d'antan et ses collections de plantes sont récupérées. Une attention considérable est apportée au travail expérimental dans le jardin des plantes sur les cultures économiques jusqu'en 1944 (arrow-root, cacao, coton et canne à sucre). L'aménagement du jardin restauré est amélioré par la construction d'un petit temple dorique, par la construction de routes et par l'introduction continue de plantes pour maintenir et agrandir la collection.
Après 240 ans, le jardin botanique reste aujourd'hui un beau et calme lien avec l'histoire de Saint-Vincent-et-les-Grenadines.

## Collections
Les collections du jardin botanique comprennent 500 taxons.
Il existe des collections de la famille des Acanthaceae, Agacaceae, Anacardiaceae, Annonaceae, Apocynaceae, Bignoniaceae, Euphorbiaceae, Lecythidaceae, Fabaceae, Mimosaceae, Malpighiaceae, Malvaceae, Meliaceae, Moraceae, Myrtaceae, Palmae (25 spp.), Rubiaceae, Verbenaceae, Zingiberaceae, ainsi que le genre Hibiscus sp.
Le jardin botanique offre une présentation attrayante. C'est un endroit souvent utilisé pour les mariages, les photographies, les fêtes de famille et autres événements spéciaux. C'est un monument historique d'importance nationale, régionale et mondiale.

## Conservation: leNicholas Wildlife Aviary Complex
Le Nicholas Wildlife Aviary Complex, situé dans les jardins, maintient un programme d'élevage en captivité pour conserver le vulnérable Amazone de Saint-Vincent, « Amazona guildingii », l'oiseau national. Ces perroquets endémiques se trouvent à l'état sauvage dans la nature, et aussi dans la volière.